# Placentofàgia en humans

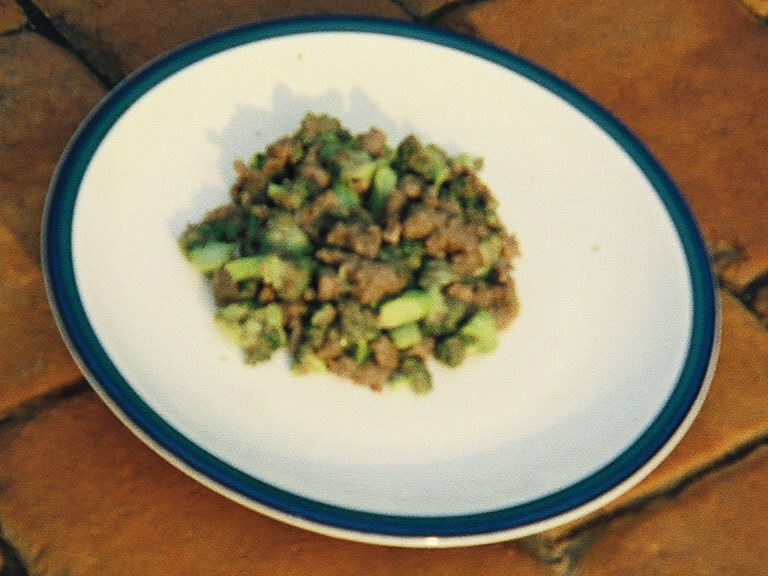
Placenta cuinada amb bròquil.

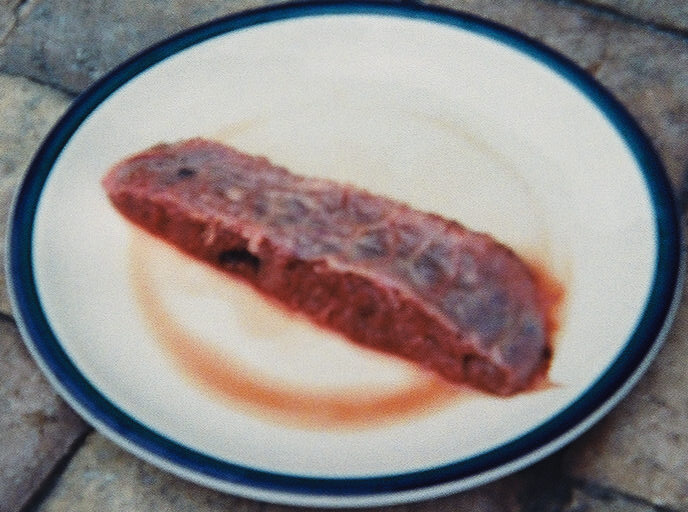
Tall de placenta llest per a ser consumit.

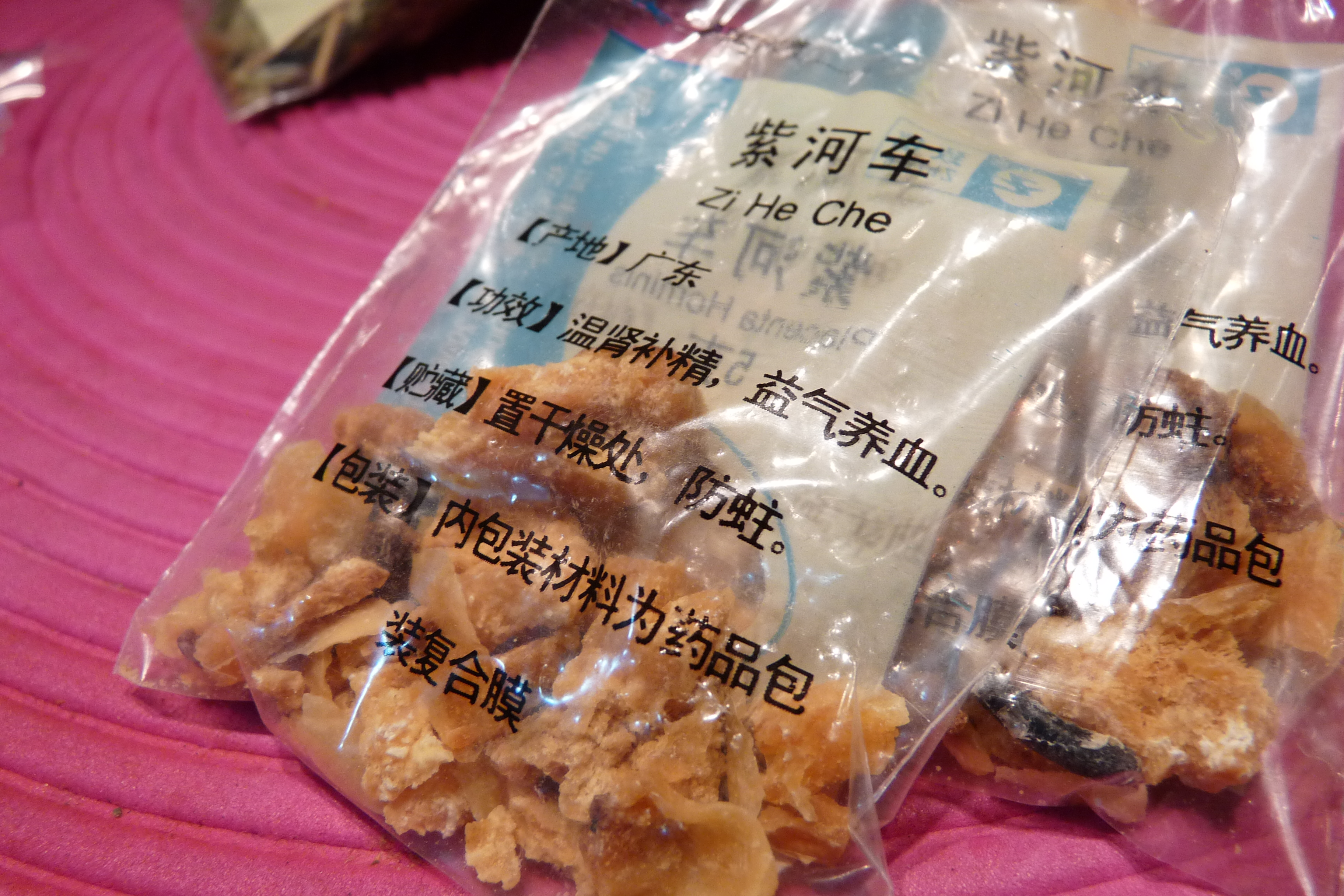
Placenta humana assecada com a medicina.

La placentofàgia en humans és la ingesta de la placenta després del part humà. Des d'alguns sectors és àmpliament reivindicada, sobretot per a mares que acaben de parir, pels alts continguts en estrogens i progesterona que presenta la placenta. Hi ha nombrosos registres històrics de placentofàgia a tot el món, mentre que els casos de placentofagia actuals són rars, ja que la majoria de les societats contemporànies no promouen aquesta pràctica. No obstant això, des de la dècada de 1970, el consum de la placenta ha estat una pràctica creixent entre els defensors de la medicina alternativa als Estats Units i Mèxic.
La placentofàgia humana està experimentant un petit ressorgiment en les cultures occidentals, promoguda per celebritats com, per exemple, January Jones. La placentofàgia humana després del part és promocionada per alguns com un tractament per a la depressió i fatiga postpart, entre d'altres beneficis per a la salut, donat el seu alt contingut en proteïnes, ferro i nutrients. No obstant això, la investigació científica no és concloent sobre si el consum de placenta tracta la depressió postpart o qualsevol altre benefici per a la salut. Els riscos que pot comportar la placentofàgia humana tampoc són clars.

## Placentofàgia materna
La placentofàgia materna és la ingestió per part d'una mare de la seva pròpia placenta postpart, en qualsevol forma, en qualsevol moment. De les més de 4000 espècies de mamífers placentaris, la majoria, inclosos els herbívors, duen a terme regularment la placentofàgia materna, ja que es creu que és un instint per ocultar qualsevol rastre de part als diferents depredadors naturals. Les excepcions a la placentofàgia maternal inclouen principalment els éssers humans, els pinnípedes, els cetacis i camells.

## Placentofàgia no materna
La placentofàgia no materna és la ingestió de la placenta per part de qualsevol persona que no sigui la mare, en qualsevol moment. Aquests casos de placentofàgia s'han atribuït a tendències carnívores durant el part, la fam específica i la fam en general. En la majoria dels euteris, la mare consumeix la placenta després del part. Històricament, els humans han consumit amb més freqüència les placentes d'altres dones, però sempre puntualment.